# أسعار الطعام
أسعار الطعام تشير إلى مستوى الأسعار المتوسط للطعام في بلاد أو مناطق معينة أو على مقياس عالمي. مساهمة صناعة الطعام في مستويات الأسعار وتقلباتها تأتي من عملية إنتاج الطعام وتسويق الطعام وتوزيعه. مصادر تقلبات الأسعار المتعذر ضبطها تنبع من إنتاجية المحاصيل المتراوحة والنابعة من العرض الزائد حتى فشل المحاصيل وأعمال المضاربة في أسعار الطعام. من المتوقع أن التغير المناخي قد أصبح عامل رئيسي وراء ارتفاع أسعار الطعام. يمكن أن يؤدي جفاف متواصل في جنوب أفريقيا -مع عوامل أخرى- إلى ارتفاع التضخم الاقتصادي للطعام بمعدل 11% حتى نهاية 2016 وذلك وفقًا للمصرف الاحتياطي لجنوب أفريقيا. يمكن مواجهة الاتجاه العام المعاكس للأسعار بسياسات الطعام إلى حد ما. عندما ترتفع أسعار سلع الطعام بالسوق، يضع ذلك الأمن الغذائي في خطر وخاصة بالنسبة للدول النامية. ستستمر الأسعار العالمية للطعام في الارتفاع مع الارتفاع السكاني العالمي وفقًا لمبدأ العرض والطلب المتعارف عليه في التجارة.

## اختلافات عالمية
كانت الارتفاعات الحادة الدراماتيكية في التضخم الاقتصادي للطعام في إطار أزمة 2007-2008 لأسعار الغذاء العالمية ملحوظة أكثر في البلاد النامية عن دول منظمة التعاون الاقتصادي والتنمية وبالأخص أمريكا الشمالية.
تتأثر أسعار المستهلكين في البلاد المتقدمة بقوة متاجر التنزيلات بطريقة كبيرة وتشكل جزء صغير فقط من تكلفة المعيشة ككل. بالأخص، تكون مكونات النظام الغذائي الغربي من ذلك الغذاء، والذي تصنعه سلاسل مطاعم الوجبات السريعة، ذات أسعار منخفضة نسبية في النصف الغربي من الكرة الأرضية. تعتمد الأرباح بشكل كبير على الكميات (انظر الإنتاج الشامل). الإنتاج المسرف لبعض أنواع الغذاء من منتجات ألبان أو لحوم قام بتحريف علاقات الأسعار بطريقة غير معهودة في البلاد الغير متقدمة (مثل واقعة "جبل الزبد"). تسوء الحالة في المجتمعات الفقيرة بسبب اتفاقيات تجارة حرة معينة والتي تسمح بالتصدير الأسهل للطعام في الاتجاه «الغربي» من العكس. يمكننا أن نعرض مثال صادم في إصدارات الطعام من إيطاليا إلى غانا بفضل اتفاقيات الشراكة الاقتصادية حيث تلعب الخضراوات المرخصة اصطناعيًا دور في تدمير الثقافة الأهلية والاندثار المصاحب للقوة الاقتصادية المعولة.

### مؤشر منظمة الأغذية والزراعة الخاصة بالأمم المتحدة (FAO) لأسعار الغذاء

المؤشرات السنوية للأسعار الحقيقية للطعام. تشير قمم الرسم البياني إلى أزمات غذاء عالمية في 2008 و2011.